# مناخ جليدي

.
للإشعاع الشمسي تأثير ضعيف على المناطق القطبية، لأنه يسافر لمسافة أطول عبر الغلاف الجوي وينتشر عبر مساحة شاسعة.

المناخ الجليدي أو مناخ الغطاء الجليدي هو نوع من المناخات القطبية حيث لا تتعدى درجات الحرارة أبداً 0°م. يغطي المساحات المناطق القريبة من المناطق القطبية، مثل أنتاركتيكا وجرينلاند وكذلك القمم الشاهقة للجبال. هذه المناطق مغطاة بطبقة دائمة من الجليد وليس بها أي غطاء نباتي، لكن يمكن إيجاد حياة حيوانية تقتات من المحيطات. لا تستقبل المناخات الجليدية أي حياة بشرية. لا يوجد أي بشري مستقر في أبرد قارة على الأرض، القارة القطبية الجنوبية، لكن يوجد بعض الباحثين والسكان المدنيين في المحطات المتواجدة على السواحل. كان لأنتاركتيكا مناخ مختلف قبل تحوله إلى مناخ جليدي.

## الوصف
حسب تصنيف كوبن للمناخ، يرمز للمناخ الجليدي بـ EF وهو يعرف على أساس أنه مناخ بدون شهر معدله أعلى عن 0°م. هذه المناطق موجودة حول القطب الشمالي والجنوبي، وفي قمم أعلى الجبال. ولأن درجات الحرارة لا تتخطى نقطة ذوبان الجليد، فإن أي ثلوج تتجمع هناك لتشكل عبر الزمن صفائح جليدية.
يختلف المناخ الجليدي عن مناخ التندرا الذي يرمز له حسب تصنيف كوبن للمناخ بـ ET، حيث أن درجات الحرارة خلال الصيف في مناخ التندرا تفوق درجة التجمد لشهور عديدة. الصيف هناك كافي لإذابة غطاء الثلوج الشتوي، ما يمنع تشكل الصفائح الجليدية. ولهذا السبب يوجد غطاء نباتي في التندرا، عكس المناخ الجليدي حيث لا يوجد أبداً.
المناخ الجليدي هو أبرد مناخ على الأرض، ويتضمن أبرد المناطق عليها. أبرد منطقة في العالم هي محطة فوستوك التي تسجل أبرد درجة حرارة بلغت –89.2°م. ويبين الجدول التالي المعدلات وأقصى التسجيلات بالنسبة للمحطة المذكورة:
| البيانات المناخية لـمحطة فوستوك (المعدلات القصوى 1958–الحاضر)                                          | البيانات المناخية لـمحطة فوستوك (المعدلات القصوى 1958–الحاضر) | البيانات المناخية لـمحطة فوستوك (المعدلات القصوى 1958–الحاضر) | البيانات المناخية لـمحطة فوستوك (المعدلات القصوى 1958–الحاضر) | البيانات المناخية لـمحطة فوستوك (المعدلات القصوى 1958–الحاضر) | البيانات المناخية لـمحطة فوستوك (المعدلات القصوى 1958–الحاضر) | البيانات المناخية لـمحطة فوستوك (المعدلات القصوى 1958–الحاضر) | البيانات المناخية لـمحطة فوستوك (المعدلات القصوى 1958–الحاضر) | البيانات المناخية لـمحطة فوستوك (المعدلات القصوى 1958–الحاضر) | البيانات المناخية لـمحطة فوستوك (المعدلات القصوى 1958–الحاضر) | البيانات المناخية لـمحطة فوستوك (المعدلات القصوى 1958–الحاضر) | البيانات المناخية لـمحطة فوستوك (المعدلات القصوى 1958–الحاضر) | البيانات المناخية لـمحطة فوستوك (المعدلات القصوى 1958–الحاضر) | البيانات المناخية لـمحطة فوستوك (المعدلات القصوى 1958–الحاضر) |
| الشهر                                                                                                  | يناير                                                         | فبراير                                                        | مارس                                                          | أبريل                                                         | مايو                                                          | يونيو                                                         | يوليو                                                         | أغسطس                                                         | سبتمبر                                                        | أكتوبر                                                        | نوفمبر                                                        | ديسمبر                                                        | المعدل السنوي                                                 |
| --- | ------------------------------------------------------------- | ------------------------------------------------------------- | ------------------------------------------------------------- | ------------------------------------------------------------- | ------------------------------------------------------------- | ------------------------------------------------------------- | ------------------------------------------------------------- | ------------------------------------------------------------- | ------------------------------------------------------------- | ------------------------------------------------------------- | ------------------------------------------------------------- | ------------------------------------------------------------- | ------------------------------------------------------------- |
| الدرجة القصوى °م (°ف)                                                                                  | −12.2 (10.0)                                                  | −21.0 (−5.8)                                                  | −30.0 (−22.0)                                                 | −33.0 (−27.4)                                                 | −38.0 (−36.4)                                                 | −33.0 (−27.4)                                                 | −34.1 (−29.4)                                                 | −34.9 (−30.8)                                                 | −34.3 (−29.7)                                                 | −24.5 (−12.1)                                                 | −23.9 (−11.0)                                                 | −14.1 (6.6)                                                   | −12.2 (10.0)                                                  |
| متوسط درجة الحرارة الكبرى °م (°ف)                                                                      | −27.0 (−16.6)                                                 | −38.7 (−37.7)                                                 | −52.9 (−63.2)                                                 | −61.1 (−78.0)                                                 | −62.0 (−79.6)                                                 | −60.6 (−77.1)                                                 | −62.4 (−80.3)                                                 | −63.9 (−83.0)                                                 | −61.6 (−78.9)                                                 | −51.5 (−60.7)                                                 | −37.2 (−35.0)                                                 | −27.1 (−16.8)                                                 | −50.5 (−58.9)                                                 |
| المتوسط اليومي °م (°ف)                                                                                 | −32.0 (−25.6)                                                 | −44.3 (−47.7)                                                 | −57.9 (−72.2)                                                 | −64.8 (−84.6)                                                 | −65.8 (−86.4)                                                 | −65.3 (−85.5)                                                 | −66.7 (−88.1)                                                 | −67.9 (−90.2)                                                 | −66.0 (−86.8)                                                 | −57.1 (−70.8)                                                 | −42.6 (−44.7)                                                 | −31.8 (−25.2)                                                 | −55.1 (−67.2)                                                 |
| متوسط درجة الحرارة الصغرى °م (°ف)                                                                      | −37.5 (−35.5)                                                 | −50.0 (−58.0)                                                 | −61.8 (−79.2)                                                 | −67.8 (−90.0)                                                 | −69.1 (−92.4)                                                 | −68.9 (−92.0)                                                 | −70.4 (−94.7)                                                 | −71.5 (−96.7)                                                 | −70.2 (−94.4)                                                 | −63.1 (−81.6)                                                 | −49.8 (−57.6)                                                 | −38.0 (−36.4)                                                 | −59.8 (−75.6)                                                 |
| أدنى درجة حرارة °م (°ف)                                                                                | −56.4 (−69.5)                                                 | −64.0 (−83.2)                                                 | −75.0 (−103.0)                                                | −86.0 (−122.8)                                                | −81.2 (−114.2)                                                | −83.8 (−118.8)                                                | −89.2 (−128.6)                                                | −88.3 (−126.9)                                                | −85.9 (−122.6)                                                | −76.1 (−105.0)                                                | −63.9 (−83.0)                                                 | −50.1 (−58.2)                                                 | −89.2 (−128.6)                                                |
| الهطول مم (إنش)                                                                                        | 1.0 (0.04)                                                    | 0.7 (0.03)                                                    | 2.0 (0.08)                                                    | 2.4 (0.09)                                                    | 2.8 (0.11)                                                    | 2.5 (0.10)                                                    | 2.2 (0.09)                                                    | 2.3 (0.09)                                                    | 2.4 (0.09)                                                    | 1.9 (0.07)                                                    | 1.1 (0.04)                                                    | 0.7 (0.03)                                                    | 22 (0.86)                                                     |
| متوسط الرطوبة النسبية (%)                                                                              | 70.1                                                          | 68.6                                                          | 66.2                                                          | 64.7                                                          | 64.7                                                          | 65.5                                                          | 65.7                                                          | 65.8                                                          | 66.2                                                          | 67.4                                                          | 68.7                                                          | 69.8                                                          | 66.9                                                          |
| ساعات سطوع الشمس الشهرية                                                                               | 696.4                                                         | 566.8                                                         | 347.3                                                         | 76.3                                                          | 0.0                                                           | 0.0                                                           | 0.0                                                           | 0.0                                                           | 203.4                                                         | 480.2                                                         | 682.3                                                         | 708.8                                                         | 3٬761٫5                                                       |
| المصدر #1:                                                                                             |                                                               |                                                               |                                                               |                                                               |                                                               |                                                               |                                                               |                                                               |                                                               |                                                               |                                                               |                                                               |                                                               |
| المصدر #2: Pogoda.ru.net (أعلى التسجيلات), (تسجيلات أخرى؛ من 1958–الحاضر), (أدنى حرارة مسجلة في أغسطس) |                                                               |                                                               |                                                               |                                                               |                                                               |                                                               |                                                               |                                                               |                                                               |                                                               |                                                               |                                                               |                                                               |

## الصفائح الجليدية
تسبب درجات الحرارة المتجمدة المستقرة تكون الصفائح الجليدية في المناخ الجليدي، ورغم ذلك فإنها غير ساكنة، وتتحرك ببطئ خارج القارات نحو المياه المحيطة. يعوض تجمع الثلوج والجليد المستمر الكميات الضائعة منهما. أما الهطول فهو منعدم في هذه المناطق، حيث أنه ليس دافئا يسمح بنزول الأمطار وهو بارد جداً حتى يسمح بنزول الثلوج. ويمكن للرياح القادمة من التندرا حمل ثلوج نحو الصفائح الجليدية.
يبلغ سمك الصفائح الجليدية كيلومترات عديدة، ومعظم الأراضي تحت الصفائح الجليدية هي في الواقع تحت مستوى سطح البحر، وستكون تحت المحيط لو ذاب الجليد. ولو أزيل الجليد، سترتفع الأرض في تأثير يسمى الارتداد بعد الجليدي. ويخلق هذا أرضا جديدة في مناطق الصفائح الجليدية السابقة مثل السويد.

## التاريخ الجيولوجي
لا يظهر المناخ الجليدي إلا في العصور الجليدية. كان هناك على الأقل 5 عصور جليدية مرت في تاريخ الأرض. وخارج هذه العصور كانت الأرض بدون جليدية حتى في خطوط العرض العالية. وبالتعريف الجبولوجي، الأرض حالياً في عصر جليدي، لأنه مازال على الكوكب صفائح جليدية دائمة. فالعوامل التي تساعد على نشوء العصور الجليدية تتضمن تغيرات في الغلاف الجوي، ترتيب القارات، الطاقة المستقبٙلة من الشمس، البراكين وارتطامات النيازك.
العصر الحالي هو العصر الوحيد منذ 600 مليون سنة من تاريخ الأرض حيث تشكل غلاف جليدي علي القطبين معاً. تشكلت الصفيحة الجليدية الأنتاركتيكية بعد انفصال أنتاركتيكا عن أمريكا الجنوبية. نتج جليد القطب الشمالي جزئيا عن حدث أزولا. هناك فرضية تقول أنه منذ حوالي 650 مليون سنة مضت، سمي الكوكب بكامله الكرة الثلجية الأرضية، حيث سيطر المناخ الجليدي على الأرض بكاملها، ولكن هذه الفرضية متنازع عليها، وهناك بعض الآراء التي تصرح بوجود منطقة ثلوج ذائبة قرب خط الإستواء.

## التوزيع
المنطقتين الكبريتين حيث وجود المناخ الجليدي هما أنتاركتيكا وجرينلاند، وكذلك بعض جزر أقصى الشمال الكندي والروسي، وكذلك عدة مساحات من المحيط المتجمد الشمالي الذي يبقى متجمدا قرب القطب الشمالي على مدار السنة.

### خطوط عرض أقصى الشمال
يقع المحيط المتجمد الشمالي في المنطقة القطبية الشمالية. وكنتيجة لذلك، فالصفيحة الجليدية القطبية الشمالية هي الجزء المتجمد من المحيط. الكتلة الأرضية الوحيدة ضمن هذا المناخ هي جرينلاند، لكن جزر أصغر قرب المحيط المتجمد الشمالي فيها أيضاً صفائح جليدية قارة ودائمة. تتميز بعض المناطق مثل ألرت في نونافوت بخصائص مناخ التندرا تتشاركها مع المناخ الجليدي، حيث تكون درجات الحرارة أعلى في شهري يوليو وأغسطس، وخلال عدة سنوات لا تذوب الثلوج كلياً باستثناء تعرضها لأشعة الشمس المباشرة.
المناخات الجليدية ليست شائعة على الأرض في أقصى العروض الشمالية عكس أنتاركتيكا. وهذا لأن المحيط المتجمد الشمالي يجعل درجات الحرارة معتدلة في الأراضي المجاورة له، جاعلة نزول المحرار لدرجات الحرارة الأكثر تجمداً كالتي في أنتاركتيكا أمراً مستحيلاً. في الحقيقة، معظم فصول الشتاء الأبرد توجد في المناخ الشبه القطبي في سيبيريا، مثل مدينة فرخويانسك التي تتموقع في داخل القارة بعيداً عن تأثيرات المحيط، وقد تشهد هذه المناطق درجات حرارة عالية جدا للغاية صيفا كما يمكنها العكس في الشتاء.

### خطوط عرض أقصى الجنوب
تتمركز قارة أنتاركتيكا في القطب الجنوبي، وهي محاطة من جميع الجهات بالمحيط المتجمد الجنوبي. وكنتيجة، تتحرك رياح عالية السرعة حول أنتاركتيكا بشكل دائري، مانعة رياح المناخ المعتدل من الوصول إلى القارة. وبما أنه يوجد مساحات صغيرة ذات تندرا في المناطق الشمالية للقارة القطبية الجنوبية، فإن الغالبية العظمى من مساحة أنتاركتيكا دائم التجمد وقارس البرودة. ولإنها معزولة مناخيا عن باقي الأرض، فإنها تشهد درجات حرارة خيالية تحت الصفر أكثر من أي مكان آخر على الكوكب، ونادرا ما تخترق الأنظمة الجوية تلك القارة.

### المناطق الأكثر ارتفاعاً
تنتشر المجلدات واسعاً، خصوصاً في جبال الأنديز، جبال الهيمالايا، جبال الروكي، جبال القوقاز وجبال الألب.

### خارج كوكب الأرض
مثل الأرض، لدى المريخ غطاء جليدي في قطبيه. بالإضافة إلى الماء المتجمد، يحتوي غطاء المريخ الجليدي ثنائي أكسيد الكربون المتجمد، المعرف باسمه الشائع الثلج الجاف، وكذلك يوجد عليه فصول كالتي على الأرض. يوجد بالقطب الشمالي مياه دائمة وغطاء جليدي جاف في فصل الشتاء فقط، الماء وثنائي أكسيد الكربون متجمدان معاً. أوروبا أحد أقمار المشتري، مغطى بصفيحة جليدية دائمة من المياه، أشبه بأنتاركتيكا. أقام العلماء نظريات بوجود بحيرات من الماء تحت الجليد كما لوحظ في القارة القطبية الجنوبية.

## الحياة

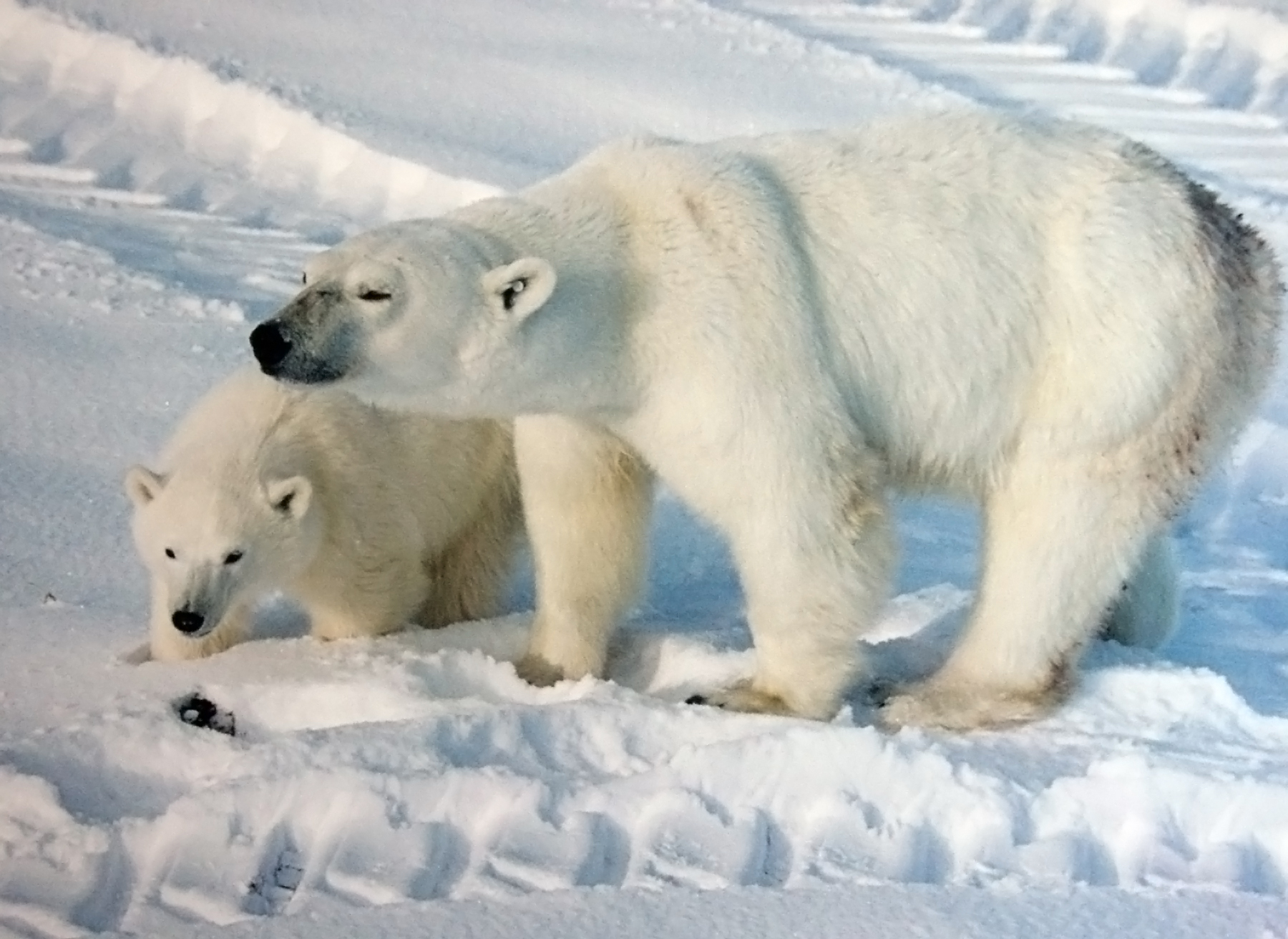
دب قطبي مع ديسم

هناك فقط مساحة قليلة جداً للحياة في المناخات الجليدية. لا يمكن للنباتات النمو فوق الجليد. رغم ذلك فإن حواف الصفائح الجليدية تعج بالحيوانات، التي تتغدى على الحياة في البحار المحيطة. ومن الأمثلة المعرفة وجود دببة قطبية في المناطق الشمالية والبطاريق في أنتاركتيكا. ويوجد في أنتاركتيكا برك تحت-جليدية أسفل الطبقات الجليدية. وقد وضع العلماء نظريات حول وجود حياة في تلك البحيرات. وفي صيف 2011-2012، توجه علماء روس نحو بحيرة فوستوك وأخدوا عينات لم يتم تحليلها بعد. وتفشى قلق عند بعض العلماء حول إمكانية تكون حياة في تلك المنطقة أصلها خارجي (بكتيريات وربما حشرات).